# Campionati europei di lotta 2021
I campionati europei di lotta 2021 sono stati la 72ª edizione della manifestazione continentale organizzata dalla FILA. Si sono svolti dal 19 al 25 aprile 2021 al Hala Torwar di Varsavia, in Polonia. Hanno preso parte alla competizione 444 lottatori, di cui 77 impegnati nella lotta greco-romana, 156 nella lotta libera maschile e 111 nella lotta libera femminile.

## Classifica squadre
| Pos. | Lotta libera maschile | Lotta libera maschile | Lotta greco-romana | Lotta greco-romana | Lotta libera femminile | Lotta libera femminile |
| Pos. | Squadra               | Punti                 | Squadra            | Punti              | Squadra                | Punti                  |
| ---- | --------------------- | --------------------- | ------------------ | ------------------ | ---------------------- | ---------------------- |
| 1    | Russia                | 206                   | Russia             | 175                | Russia                 | 168                    |
| 2    | Ucraina               | 113                   | Turchia            | 106                | Ucraina                | 145                    |
| 3    | Georgia               | 96                    | Georgia            | 101                | Polonia                | 111                    |
| 4    | Azerbaigian           | 95                    | Ucraina            | 85                 | Bulgaria               | 88                     |
| 5    | Turchia               | 90                    | Bielorussia        | 83                 | Moldavia               | 77                     |
| 6    | Polonia               | 82                    | Armenia            | 78                 | Bielorussia            | 72                     |
| 7    | Bielorussia           | 80                    | Azerbaigian        | 72                 | Turchia                | 67                     |
| 8    | Bulgaria              | 62                    | Ungheria           | 68                 | Azerbaigian            | 63                     |
| 9    | Slovacchia            | 60                    | Germania           | 68                 | Romania                | 61                     |
| 10   | Moldavia              | 59                    | Serbia             | 58                 | Germania               | 56                     |

## Podi

### Lotta libera maschile
| Evento            | Oro                 | Argento              | Bronzo                   |
| 57 kg (dettagli)  | Süleyman Atlı       | Načyn Monguš         | Kamil' Kerymov           |
| 57 kg (dettagli)  | Süleyman Atlı       | Načyn Monguš         | Əfqan Xaşalov            |
| 61 kg (dettagli)  | Abasgadži Magomedov | Andrij Dželep        | Beka Lomtadze            |
| 61 kg (dettagli)  | Abasgadži Magomedov | Andrij Dželep        | Eduard Grigorev          |
| 65 kg (dettagli)  | Zagir Šachiev       | Krzysztof Bieńkowski | Əli Rəhimzadə            |
| 65 kg (dettagli)  | Zagir Šachiev       | Krzysztof Bieńkowski | Maxim Saculțan           |
| 70 kg (dettagli)  | Israil Kasumov      | Turan Bayramov       | Ihor Nykyforuk           |
| 70 kg (dettagli)  | Israil Kasumov      | Turan Bayramov       | Arman Andreasyan         |
| 74 kg (dettagli)  | Tajmuraz Salkazanov | Miroslav Kirov       | Frank Chamizo            |
| 74 kg (dettagli)  | Tajmuraz Salkazanov | Miroslav Kirov       | Mitch Finesilver         |
| 79 kg (dettagli)  | Achsarbek Gulajev   | Saifedine Alekma     | Nika Kentchadze          |
| 79 kg (dettagli)  | Achsarbek Gulajev   | Saifedine Alekma     | Alans Amirovs            |
| 86 kg (dettagli)  | Artur Naifonov      | Sandro Aminashvili   | Myles Amine              |
| 86 kg (dettagli)  | Artur Naifonov      | Sandro Aminashvili   | Ali Šabanaŭ              |
| 92 kg (dettagli)  | Magomed Kurbanov    | Samuel Scherrer      | Osman Nurməhəmmədov      |
| 92 kg (dettagli)  | Magomed Kurbanov    | Samuel Scherrer      | Hadžy Radžabaŭ           |
| 97 kg (dettagli)  | Alichan Žabrailov   | Süleyman Karadeniz   | Radosław Baran           |
| 97 kg (dettagli)  | Alichan Žabrailov   | Süleyman Karadeniz   | Elizbar Odikadze         |
| 125 kg (dettagli) | Taha Akgül          | Sergej Kozyrev       | Geno Petriashvili        |
| 125 kg (dettagli) | Taha Akgül          | Sergej Kozyrev       | Oleksandr Chocjanivs'kyj |

### Lotta greco-romana
| Evento            | Oro                | Argento          | Bronzo                  |
| 55 kg (dettagli)  | Ėmin Seferšaev     | Ekrem Öztürk     | Eldəniz Əzizli          |
| 55 kg (dettagli)  | Ėmin Seferšaev     | Ekrem Öztürk     | Rudik Mkrtchyan         |
| 60 kg (dettagli)  | Sergej Emelin      | Kerem Kamal      | Viktor Petryk           |
| 60 kg (dettagli)  | Sergej Emelin      | Kerem Kamal      | Răzvan Arnăut           |
| 63 kg (dettagli)  | Žambolat Lok'jaev  | Taleh Mammadov   | Aleksandrs Jurkjans     |
| 63 kg (dettagli)  | Žambolat Lok'jaev  | Taleh Mammadov   | Leri Abuladze           |
| 67 kg (dettagli)  | Máté Nemeš         | Mateusz Bernatek | Slavik Galstyan         |
| 67 kg (dettagli)  | Máté Nemeš         | Mateusz Bernatek | Murat Fırat             |
| 72 kg (dettagli)  | Shmagi Bolkvadze   | Malkhas Amoyan   | Maksym Jevtušenko       |
| 72 kg (dettagli)  | Shmagi Bolkvadze   | Malkhas Amoyan   | Róbert Fritsch          |
| 77 kg (dettagli)  | Tamás Lőrincz      | Yunus Emre Başar | Sənan Süleymanov        |
| 77 kg (dettagli)  | Tamás Lőrincz      | Yunus Emre Başar | Antonio Kamenjašević    |
| 82 kg (dettagli)  | Adlan Akiev        | Radzik Kulijeŭ   | Hannes Wagner           |
| 82 kg (dettagli)  | Adlan Akiev        | Radzik Kulijeŭ   | Aivengo Rik'adze        |
| 87 kg (dettagli)  | Zurab Datunashvili | Kiryl Maskevič   | Milad Alirzaev          |
| 87 kg (dettagli)  | Zurab Datunashvili | Kiryl Maskevič   | Žan Belenjuk            |
| 97 kg (dettagli)  | Musa Evloev        | Balázs Kiss      | Nik'oloz K'akhelashvili |
| 97 kg (dettagli)  | Musa Evloev        | Balázs Kiss      | Mikalaj Stadub          |
| 130 kg (dettagli) | Rıza Kayaalp       | Iakob Kajaia     | Zurab Gedechauri        |
| 130 kg (dettagli) | Rıza Kayaalp       | Iakob Kajaia     | Eduard Popp             |

### Lotta libera femminile
| Evento           | Oro                | Argento            | Bronzo                  |
| 50 kg (dettagli) | Marija Stadnyk     | Miglena Seliška    | Anna Łukasiak           |
| 50 kg (dettagli) | Marija Stadnyk     | Miglena Seliška    | Ekaterina Poleščuk      |
| 53 kg (dettagli) | Ol'ga Chorošavceva | Maria Prevolaraki  | Annika Wendle           |
| 53 kg (dettagli) | Ol'ga Chorošavceva | Maria Prevolaraki  | Iulia Leorda            |
| 55 kg (dettagli) | Stal'vira Oršuš    | Roksana Zasina     | Andreea Ana             |
| 55 kg (dettagli) | Stal'vira Oršuš    | Roksana Zasina     | Chrystyna-Zorjana Demko |
| 57 kg (dettagli) | Iryna Kuračkina    | Angelina Łysak     | Alina Hrušyna           |
| 57 kg (dettagli) | Iryna Kuračkina    | Angelina Łysak     | Evelina Nikolova        |
| 59 kg (dettagli) | Biljana Dudova     | Veronika Čumikova  | Kateryna Zhydachevska   |
| 59 kg (dettagli) | Biljana Dudova     | Veronika Čumikova  | Anastasia Nichita       |
| 62 kg (dettagli) | Iryna Koljadenko   | Marianna Sastin    | Veranika Ivanova        |
| 62 kg (dettagli) | Iryna Koljadenko   | Marianna Sastin    | Katarzyna Madrowska     |
| 65 kg (dettagli) | Irina Rîngaci      | Tetjana Rižko      | Aleksandra Wolczyńska   |
| 65 kg (dettagli) | Irina Rîngaci      | Tetjana Rižko      | Kriszta Incze           |
| 68 kg (dettagli) | Koumba Larroque    | Chanum Velieva     | Adéla Hanzlíčková       |
| 68 kg (dettagli) | Koumba Larroque    | Chanum Velieva     | Alina Berežna           |
| 72 kg (dettagli) | Alla Belins'ka     | Julijana Janeva    | Evgenija Zacharčenko    |
| 72 kg (dettagli) | Alla Belins'ka     | Julijana Janeva    | Dalma Caneva            |
| 76 kg (dettagli) | Epp Mäe            | Natal'ja Vorob'ëva | Cynthia Vescan          |
| 76 kg (dettagli) | Epp Mäe            | Natal'ja Vorob'ëva | Aline Rotter-Focken     |

## Medagliere
| Pos.   | Paese       | Oro | Argento | Bronzo | Totale |
| ------ | ----------- | --- | ------- | ------ | ------ |
| 1      | Russia      | 13  | 5       | 4      | 22     |
| 2      | Turchia     | 3   | 4       | 1      | 8      |
| 3      | Ucraina     | 2   | 2       | 9      | 13     |
| 4      | Serbia      | 2   | 0       | 0      | 2      |
| 4      | Slovacchia  | 2   | 0       | 0      | 2      |
| 6      | Bulgaria    | 1   | 3       | 1      | 5      |
| 7      | Georgia     | 1   | 2       | 6      | 9      |
| 8      | Azerbaigian | 1   | 2       | 5      | 8      |
| 9      | Bielorussia | 1   | 2       | 4      | 7      |
| 10     | Ungheria    | 1   | 2       | 1      | 4      |
| 11     | Francia     | 1   | 1       | 1      | 3      |
| 12     | Moldavia    | 1   | 0       | 3      | 4      |
| 13     | Estonia     | 1   | 0       | 0      | 1      |
| 14     | Polonia     | 0   | 4       | 5      | 9      |
| 15     | Armenia     | 0   | 1       | 3      | 4      |
| 16     | Grecia      | 0   | 1       | 0      | 1      |
| 16     | Svizzera    | 0   | 1       | 0      | 1      |
| 18     | Germania    | 0   | 0       | 4      | 4      |
| 18     | Romania     | 0   | 0       | 4      | 4      |
| 20     | Italia      | 0   | 0       | 3      | 3      |
| 21     | Lettonia    | 0   | 0       | 2      | 2      |
| 22     | Croazia     | 0   | 0       | 1      | 1      |
| 22     | Israele     | 0   | 0       | 1      | 1      |
| 22     | San Marino  | 0   | 0       | 1      | 1      |
| 22     | Rep. Ceca   | 0   | 0       | 1      | 1      |
| Totale | Totale      | 30  | 30      | 60     | 120    |